# Aeroport Internacional de Guangzhou-Baiyun
L'Aeroport Internacional de Guangzhou-Baiyun és el principal aeroport que dona servei a la ciutat de Guangzhou, més coneguda com a Canton, capital de la província de Guangdong, al sud de la República Popular de la Xina. Està situat al districte de Huadu, a 28 km al nord de la ciutat. Va heretar el nom i els codis aeroportuaris de l'antic Aeroport Internacional de Baiyun, que estava situat al districte de Baiyun. L'any 2009, va gestionar 37.048.550 milions de passatgers convertint-se en el segon aeroport més ocupat de la Xina i 22è de tot el món. És el principal centre de connexions de China Southern Airlines i és una ciutat focal per a Shenzhen Airlines.